# Claro (Colombia)

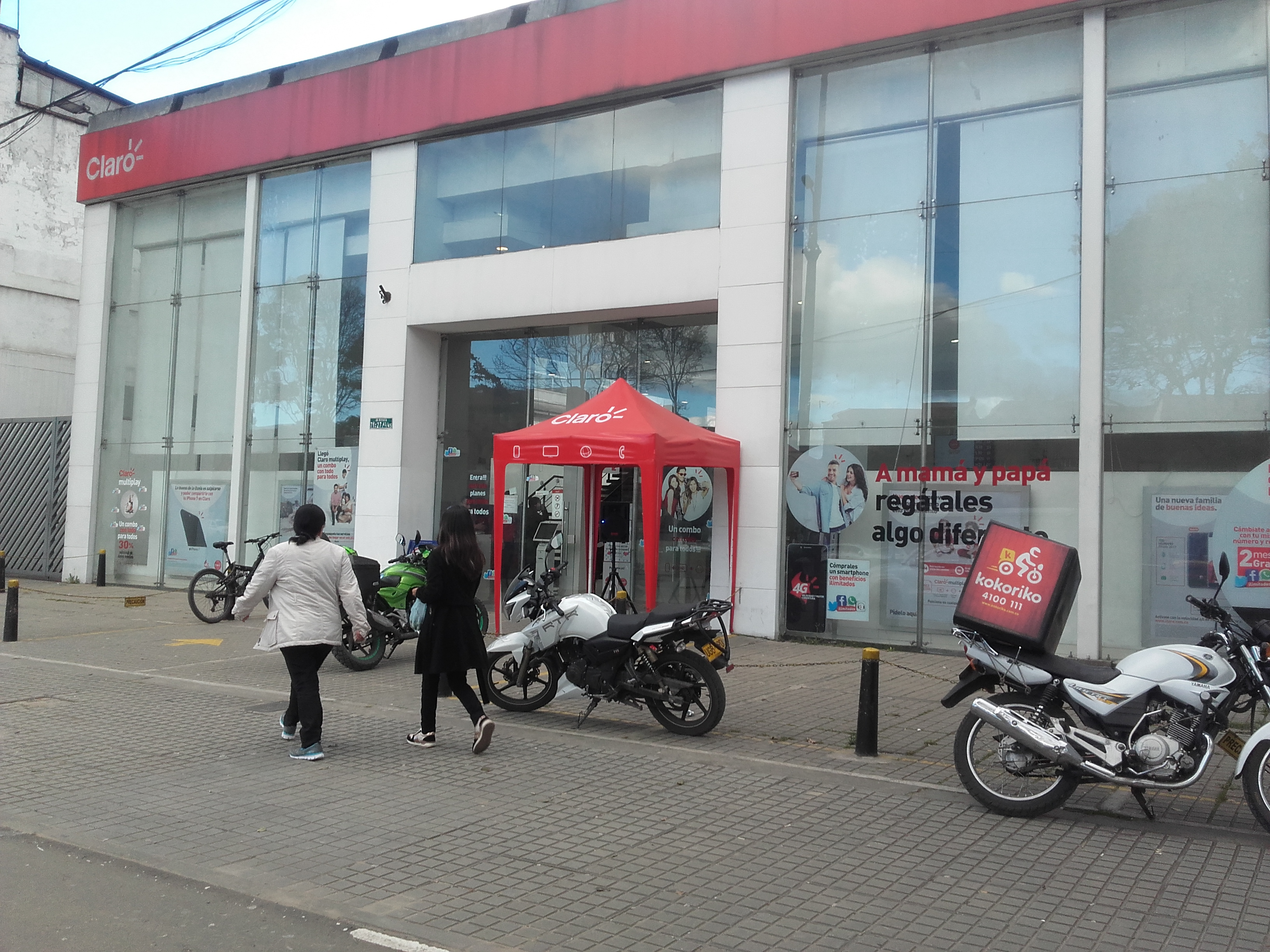
Oficina de Claro en Bogotá

Claro Colombia (Comunicación Celular S.A. Comcel S.A.) es una empresa de telecomunicaciones que presta servicio de telefonía fija, televisión por suscripción, Internet Fijo, Internet Movil y telefonía móvil. Es propiedad del grupo mexicano América Móvil, del empresario mexicano Carlos Slim. Desde el 26 de junio de 2012, los operadores Telmex Colombia y Comcel, fusionan todos sus negocios bajo la marca Claro.

## Historia
Claro Colombia es el resultado de la evolución y consolidación de varias empresas de telecomunicaciones en el país. La marca nació el 26 de junio de 2012 tras la fusión de COMCEL (Comunicaciones Celulares S.A.) y Telmex Colombia, ambas pertenecientes al grupo mexicano América Móvil. COMCEL, que ya era el mayor operador móvil del país, había consolidado su posición previamente mediante la adquisición de otras compañías regionales, entre ellas Occel (Operadora Celular S.A.), una de las primeras en ofrecer servicios de telefonía móvil en Colombia. Con la unificación bajo la marca Claro, la compañía integró servicios de telefonía móvil, internet, televisión y telefonía fija en una sola plataforma.
En marzo de 2021 Claro Colombia presentó su multiplataforma de servicios de negocios con el nombre de Claro Media. La división se enfoca principalmente en comercio electrónico y publicidad para empresas.
A fines de 2020, Claro TV tenía el 45,2% del mercado de televisión por suscripción.

## Sanciones y multas
En 2005, por haber vendido más de 1 800 000 de teléfonos móviles bloqueados para impedir su portabilidad, es decir, la posibilidad del cliente de trasladarse a otro operador de telefonía celular, el Tribunal Administrativo de Cundinamarca, el 13 de octubre de 2005, ratificó la sanción a Claro por 87 000 millones de pesos colombianos que le había impuesto la Superintendencia de Industria y Comercio.
En septiembre de 2018 la Superintendencia de Industria y Comercio sancionó a Claro, Movistar, ETB y TigoUNE por irregularidades en la velocidad de internet que brindaban a sus clientes. Se le impuso una multa a Claro por 2608 millones de pesos. La entidad concluyó «los proveedores generaron falsas expectativas en el consumidor».
Claro fue sancionada por la Superintendencia de Industria y Comercio con una multa de 197 millones de pesos colombianos, por no tomar en cuenta los pagos de sus clientes y por no expedir certificados de estar al día (en Colombia: «paz y salvo»). La sanción también se impuso por desconocer las órdenes impuestas por esa autoridad de protección al consumidor.
En julio de 2019 Claro conocido antes como Comcel fue declarado «operador dominante», situación que habría empeorado en la década siguiente, por omisión del estado colombiano. En virtud de ello, en 2020 diversos operadores requirieron al gobierno colombiano «tomar medidas urgentes respecto de la dominancia del operador Claro en los mercados de telecomunicaciones fijas y móviles del país». Y a su vez elevaron queja ante la OCDE por la falta de controles a la denunciada posición dominante. El MinTIC corroboró que Claro recauda «el 59% de los ingresos» del sector telecomunicaciones en Colombia. Claro contraatacó a los denunciantes ante la OCDE, afirmando que: «en lugar de promover la competencia en beneficio de los usuarios, los otros competidores quieren lograr ventajas regulatorias que les permitan ganar mercado sin hacer las inversiones que el país necesita». Por su parte, los otros operadores hicieron público que Claro «ha invertido en los últimos 6 años sólo el 15,7%» en infraestructura, mientras que, solo en 2019, la inversión de «Tigo fue del 33% y la de Movistar del 20%». En marzo de 2020, Claro interpuso un recurso frente a la OCDE.